# Aleksiej Jermolinski
Aleksiej Władisławowicz Jermolinski, ros Алексей Владиславович Ермолинский, ang. Alex Yermolinsky (ur. 11 kwietnia 1958 w Leningradzie) – amerykański szachista pochodzenia rosyjskiego, arcymistrz od 1992 roku.

## Kariera szachowa
Do roku 1989 występował w turniejach rozgrywanych w Związku Radzieckim. Zanim zamieszkał w Stanach Zjednoczonych, przez krótki czas przebywał we Włoszech, triumfując w turniejach rozegranych w Caorle, Forlì, San Benedetto oraz Arco. W roku 1990 wyjechał z Europy do USA i wkrótce otrzymał obywatelstwo tego kraju. W 1991 podzielił II lokatę (za Borisem Gulko) w Filadelfii. W turniejach rozegranych w tym mieście zwyciężył w latach 1992 i 1993. W kolejnych latach zajął bądź podzielił I miejsca w m.in. Asheville, Reno i North Bay (1994), Asheville, Woburn, Filadelfii, Concord i Kings Island (1995), Filadelfii, Los Angeles i Groningen (1996), Kissimmee i Waszyngtonie (1997), Asheville, Allentown, Woburn i Filadelfii (1998), Newburgh (1999), Ledyard i Saint Paul (2000), Cali (2001, złoty medal mistrzostw Ameryki), Las Vegas (2002), Sioux Falls, San Francisco, San Diego i Reno (2003), San Francisco (2005) oraz w Indianapolis (2009).
Dwukrotnie triumfował w mistrzostwach Stanów Zjednoczonych, w latach 1993 (wraz z Aleksandrem Szabałowem) oraz 1996. Czterokrotnie (1997, 1999, 2000, 2001) wystąpił w mistrzostwach świata systemem pucharowym, najlepszy wynik osiągając w roku 2000 w Nowym Delhi, gdzie awansował do III rundy (w której przegrał z Michaelem Adamsem).
W latach 1992–2000 pięciokrotnie wystąpił na szachowych olimpiadach, zdobywając 4 medale: 2 drużynowe (1998 – srebrny i 1996 – brązowy) oraz 2 indywidualne (oba w roku 1996 – srebrny za uzyskany wynik na II szachownicy oraz brązowy – za wynik rankingowy). Poza tym dwukrotnie reprezentował Stany Zjednoczone w drużynowych mistrzostwach świata, w roku 1993 zdobywając wraz z drużyną złoty medal, natomiast w 1997 – srebrny. W obu startach zdobył również brązowe medale za uzyskane wyniki indywidualne.
Dzięki sukcesom odniesionym w drugiej połowie lat 90. awansował w tym okresie do szerokiej światowej czołówki. Najwyższy ranking w karierze osiągnął 1 stycznia 1998, z wynikiem 2660 punktów dzielił wówczas 19. miejsce na światowej liście FIDE, jednocześnie zajmując 2. miejsce (za Gatą Kamskim) wśród amerykańskich szachistów.

## Życie prywatne
Żoną Aleksieja Jermolinskiego jest arcymistrzyni litewskiego pochodzenia, Camilla Baginskaite.